# Александров Григорій Васильович
Григо́рій Васи́льович Алекса́ндров (справжнє прізвище — Мормоненко; нар. 10 (23) січня 1903, Єкатеринбург — пом. 16 грудня 1983) — російський радянський кінорежисер і сценарист. Народний артист СРСР (1948). Герой Соціалістичної Праці (1973).

## Творча діяльність
Творчу діяльність в кіно почав 1924. Як співрежисер брав участь у постановці фільмів Сергія Ейзенштейна «Страйк» (1924), «Броненосець „Потьомкін“» (1925), «Жовтень» (1927). 1934 поставив першу радянську музичну комедію «Веселі хлоп'ята».
Створив кінокомедії:
- «Цирк» (1936),
- «Волга-Волга» (1938)
- «Світлий шлях» та інші.

Александров — постановник художніх фільмів
- «Зустріч на Ельбі» (1949),
- «Композитор Глінка» (1952), ряду документальних фільмів.

## Відзнаки і нагороди
- Герой Соціалістичної Праці (1973);
- Три ордени Леніна (1939, 1950, 1973);
- Три ордени Трудового Червоного Прапора (1953, 1963, 1967);
- Орден Червоної Зірки (1935);
- Орден Дружби народів (21.01.1983);
- Сталінська премія (1941, 1950);
- Народний артист СРСР (1948);
- Заслужений діяч мистецтв РРФСР (1935).